# Senan (Tarragona)
Senan (spanisch Senant) ist eine Gemeinde (Municipio) mit 46 Einwohnern (Stand: 2024) im Südosten Kataloniens in Spanien. Die Gemeinde gehört zur Comarca Conca de Barberà. 

## Lage
Senan liegt 43 Kilometer nordnordwestlich von Tarragona in einer durchschnittlichen Höhe von ca. 650 m. 

## Bevölkerungsentwicklung
| Jahr      | 1970 | 1981 | 1991 | 2001 | 2011 | 2021 |
| Einwohner | 51   | 35   | 27   | 31   | 55   | 42   |

## Sehenswürdigkeiten

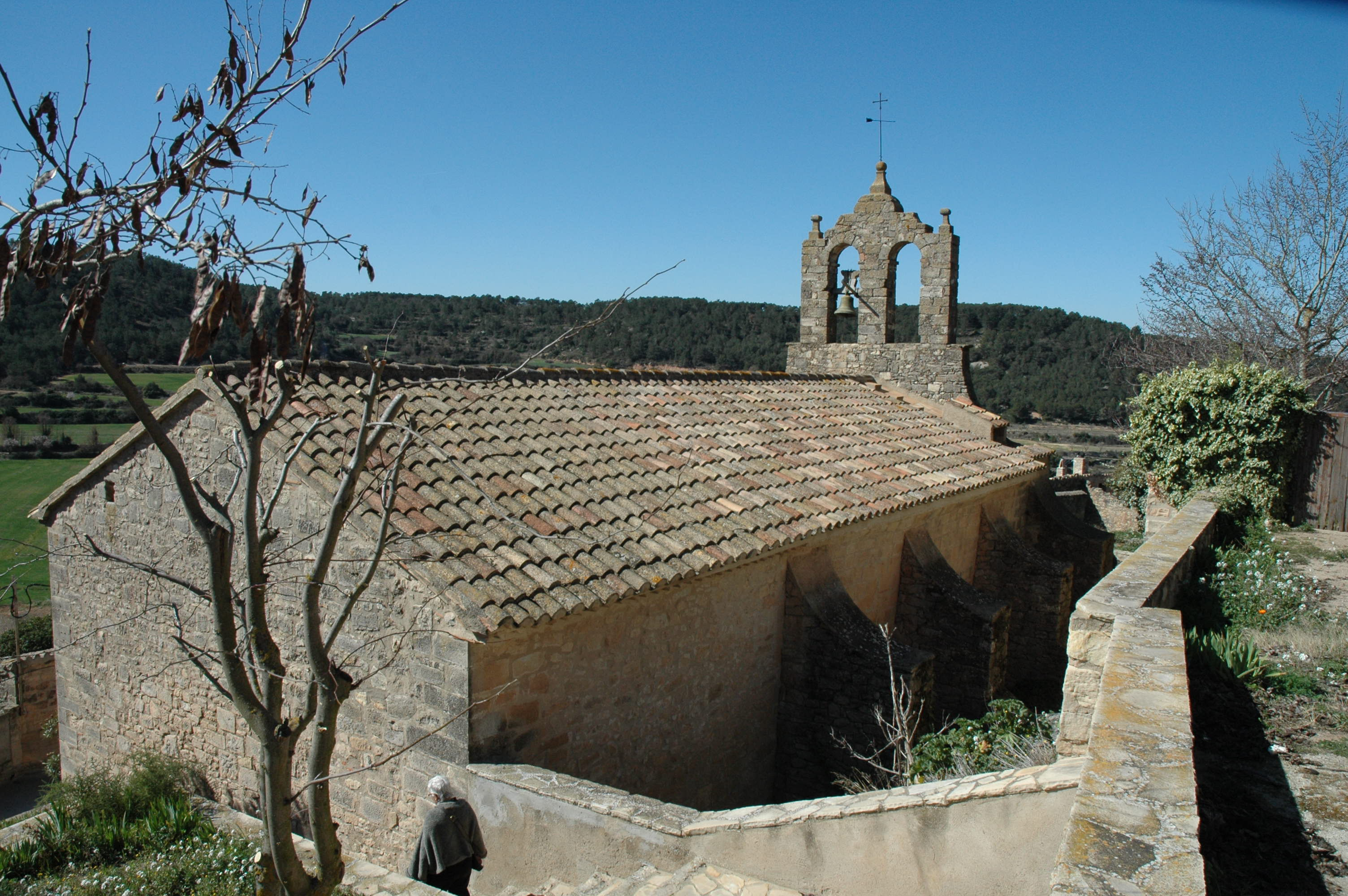
Marienkirche

- Marienkirche